# 글로리아 드헤븐

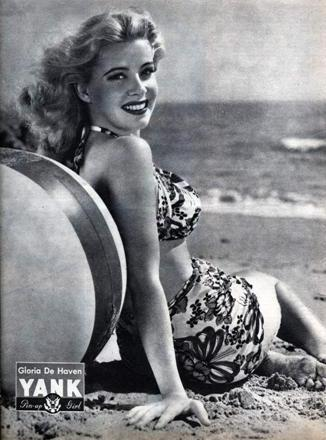

글로리아 드헤븐(Gloria DeHaven, 1925년 7월 23일 ~ 2016년 7월 30일)는 미국의 배우, 영화배우, 가수, 텔레비전 배우, 연극 배우이다.
로스앤젤레스에서 태어났으며 라스베이거스에서 사망하였다. 사인은 뇌졸중이다.

## 영화
- 보그 (1983년)
- 꿈꾸는 낙원 (1978년)
- 사랑의 유람선 (1977년)
- 엔터테인먼트 (1974년)
- 애즈 더 월드 턴즈 (1956년)
- 브로드웨이로 가는 두 장의 티켓 (1951년)
- 썸머 스톡 (1950년)
- 쓰리 리틀 워즈 (1950년)
- 아윌 겟 바이 (1950년)
- 더 닥터 앤 더 걸 (1949년)
- 썸머 홀리데이 (1948년)
- 스텝 라이브리 (1944년)
- 브로드웨이 리듬 (1944년)
- 자매와 수병 (1944년)
- 싸우잰드 치어 (1943년)
- 베스트 풋 포워드 (1943년)
- 두 얼굴의 여인 (1941년)
- 수잔과 신 (1940년)
- 모던 타임즈 (1936년)